# Александър (син на Лизимах)
Александър (на старогръцки: Ἀλέξανδρος, Aléxandros; Alexander; † 277 пр. Хр. или малко след това) е син на диадохския владетел Лизимах от Тракия.
Неговата майка Макрис е от одрисите, метреса на баща му. Неговият дядо по бащина линия е Агатокъл Пелски. Той е полубрат на Агатокъл (син на Лизимах и Никея Македонска), Арсиноя I († след 279 пр. Хр.; първата съпруга на Птолемей II) и на Евридика, († 287 пр. Хр.; омъжена за цар Антипатър I от Македония). Той е полубрат и на Александър († 275 пр. Хр.), син на Лизимах и Амастрида.
След екзекуцията на Агатокъл през ок. 283/282 пр. Хр. по нареждане на баща му след интригите на Арсиноя II, Александър бяга със снаха си Лизандра, вдовицата на Агатокъл с децата ѝ и привържениците им при Селевк I Никатор, който се обявява за отмъстител на Агатокъл и убива Лизимах 281 пр. Хр. в битката при Корупедия (шеста Диадохска война).
Александър взема трупа на баща си и го погребва между Лизимахея и Пактия на тракийския Херсонес.
По време на Келтското нашествие Александър вероятно е през 277 пр. Хр. за кратко регент на Македония, ако е идентичен с назования с това име при Диодор. Той успява след Корупедия вероятно да стигне до Македония в свитата на Птолемей Керавън.